# Reli Maroko
Reli Maroko (fra.: Rallye du Maroc) bila je reli utrka, koja se je neredovito održavala od 1934. do 1988.g. Utrka je bila dio svjetskog prvenstva u reliju tri sezone (1973., 1975. i 1976.). Etape su bila raznolike, od kratkih do vrlo dugih od nekoliko stotina kilometara koje su zahtijevale obavezno nadolijevanje goriva. Utrka je bila na glasu kao jedna od najzahtjevnijih, tako je npr. 1967. od ukupno 68 vozila utrku završilo samo 7.

## Dosadašnji pobjednici
| Sezona | Utrka                                    | Vozač / Suvozač                        | Automobil                  |
| ------ | ---------------------------------------- | -------------------------------------- | -------------------------- |
| 1934.  | 1er Rallye du Maroc                      | Bravard                                | Essex                      |
| 1935.  | 2ème Rallye du Maroc                     | Jean Trévoux Marcel Lesurque           | Bugatti 3L                 |
| 1937.  | 3ème Rallye du Maroc                     | Jean Trévoux Marcel Lesurque           | Bugatti 3L                 |
| 1950.  | 4ème Rallye du Maroc                     | Costa Preynat                          | Simca 8 Sport              |
| 1951.  | 5ème Rallye du Maroc                     | Jean Lucas Jacques Péron               | Ferrari 212                |
| 1952   | 6ème Rallye du Maroc                     | Robert Amic Mareschi                   | Simca Aronde               |
| 1953.  | 7ème Rallye du Maroc                     | Paul van de Kaart Jacques Péron        | Porsche 356 1300           |
| 1954.  | 8ème Rallye du Maroc                     | Robert La Caze Grammatico              | Simca Aronde               |
| 1955.  | 9ème Rallye du Maroc                     | Jean Deschazeaux Marteau               | Peugeot 203                |
| 1967.  | 10ème Rallye du Maroc                    | Robert La Caze Raymond Ponnelle        | Simca Aronde               |
| 1968.  | 11ème Rallye du Maroc                    | Jean-Pierre Nicolas Jean de Alexandris | Renault 8 Gordini          |
| 1969.  | 12ème Rallye du Maroc                    | Robert Neyret Jacques Terramorsi       | Citroen DS 21              |
| 1970.  | 13ème Rallye du Maroc                    | Robert Neyret [Jacques Terramorsi      | Citroen DS 21              |
| 1971.  | 14ème Rallye du Maroc                    | Jean Deschazeaux Jean Plassard         | Citroën SM                 |
| 1972.  | 15ème Rallye du Maroc                    | Simo Lampinen Sölve Andreasson         | Lancia Fulvia HF 1.6 Coupé |
| 1973.  | 16ème Rallye du Maroc (8. – 13. svibanj) | Bernard Darniche Alain Mahé            | Alpine A110 1800           |
| 1975.  | 18ème Rallye du Maroc (22. – 27. lipanj) | Hannu Mikkola Jean Todt                | Peugeot 504                |
| 1976.  | 19ème Rallye du Maroc (24. – 28. lipnja) | Jean-Pierre Nicolas Michel Gamet       | Peugeot 504                |
| 1985.  | 20ème Rallye du Maroc                    | Shekhar Mehta Yvonne Mehta             | Nissan 240RS               |
| 1986.  | 21er Rallye du Maroc                     | Alain Ambrosino Daniel Le Saux         | Nissan 240RS               |
| 1987.  | 22ème Rallye du Maroc                    | Maurice Chomat Gilles Thimonier        | Citroën Visa 1000 Pistes   |
| 1988.  | 23ème Rallye du Maroc                    | Paul Émile Descamps Michel Gautheron   | Opel Manta 400             |